# Campeonato FIBA Américas Sub-20
El Campeonato FIBA Américas Sub-20 era el nombre usado comúnmente para referirse a los campeonatos de baloncesto americanos para jugadores menores de 20 años que tuvo lugar cada cuatro años entre las selecciones nacionales del Continente americano. Los ganadores clasificaron para el ahora extinto Campeonato Mundial Sub-21. Este evento fue previamente el Campeonato FIBA Américas Sub-21, pero la FIBA decidió reducir la edad límite para el Campeonato Mundial Sub-22 en diciembre de 1998, y fue rebautizado como el Campeonato Mundial Juvenil Masculino. En 2004, el nombre fue cambiado una vez más al Campeonato Mundial Sub-21, y el torneo de clasificación fue renombrado al Campeonato FIBA Américas Sub-20.

## Ediciones
| Año  | Ubicación      | Oro            | Plata          | Bronce               | 4.º lugar |
| ---- | -------------- | -------------- | -------------- | -------------------- | --------- |
| 1993 | Rosario        | Argentina      | Estados Unidos | Brasil               | Canadá    |
| 1996 | Caguas         | Estados Unidos | Puerto Rico    | Argentina            | Canadá    |
| 2000 | Ribeirão Preto | Argentina      | Estados Unidos | República Dominicana | Brasil    |
| 2004 | Halifax        | Estados Unidos | Puerto Rico    | Argentina            | Canadá    |

## Tabla de medallas
| Núm. | País                 | Oro | Plata | Bronce | Total |
| ---- | -------------------- | --- | ----- | ------ | ----- |
| 1    | Estados Unidos       | 2   | 2     | 0      | 4     |
| 2    | Argentina            | 2   | 0     | 2      | 4     |
| 3    | Puerto Rico          | 0   | 2     | 0      | 2     |
| 4    | Brasil               | 0   | 0     | 1      | 1     |
| 4    | República Dominicana | 0   | 0     | 1      | 1     |

## Detalles de participación
| Equipo               | 1993 | 1996 | 2000 | 2004 | Total |
| Argentina            | 1.º  | 3.º  | 1.º  | 3.º  | 4     |
| Bahamas              | -    | -    | -    | 7.º  | 1     |
| Brasil               | 3.º  | 5.º  | 4.º  | 6.º  | 4     |
| Canadá               | 4.º  | 4.º  | 5.º  | 4.º  | 4     |
| Cuba                 | 5.º  | -    | -    | -    | 1     |
| República Dominicana | -    | -    | 3.º  | 8.º  | 2     |
| México               | 5.º  | 8.º  | -    | -    | 2     |
| Panamá               | 5.º  | 6.º  | 6.º  | -    | 3     |
| Puerto Rico          | -    | 2.º  | 7.º  | 2.º  | 3     |
| Estados Unidos       | 2.º  | 1.º  | 2.º  | 1.º  | 4     |
| Uruguay              | 5.º  | 7.º  | 8.º  | -    | 3     |
| Venezuela            | -    | -    | -    | 5.º  | 1     |